# Flex (magazyn kulturystyczny)
Flex – amerykański miesięcznik kulturystyczny założony przez twórcę i prezesa Międzynarodowej Federacji Kulturystyki (IFBB) Joe Weidera. Pierwszy jego numer ukazał się w kwietniu 1983 z Mr. Olympia Chrisem Dickersonem na okładce. Obecnie publikowany jest w kilku krajach świata, jego wydawcą jest American Media, Inc., a redaktorem naczelnym Allan Donnelly. Tematyka pisma (w odróżnieniu od bliźniaczego Muscle & Fitness) jest ściśle kulturystyczna z ukierunkowaniem na wyczynową odmianę tego sportu.